# Marek Melnyk
Marek Melnyk (ur. 20 października 1967 w Kędzierzynie-Koźlu) – polski historyk, publicysta i nauczyciel akademicki, doktor habilitowany nauk humanistycznych, profesor nadzwyczajny Uniwersytetu Warmińsko-Mazurskiego.

## Życiorys
Doktorat w 1999 na  Wydział Filozoficznym Uniwersytetu Jagiellońskiego (Zagadnienia soteriologiczne w świetle prawosławnych projektów unijnych powstałych w Rzeczpospolitej (koniec XVI - poł. XVII w.)), habilitacja tamże w 2006 (Problematyka antropologiczna w pismach Piotra Mohyły). Pracuje jako profesor nadzwyczajny w Katedrze Aksjologicznych Podstaw Edukacji Uniwersytetu Warmińsko-Mazurskiego w Olsztynie. 

## Wybrane publikacje
- Wschodniosłowiańskie prawosławie: dzieje i współczesność, red. M. Melnyk, W. Pawluczuk, Kraków: Nomos 1996.
- Spór o zbawienie: zagadnienia soteriologiczne w świetle prawosławnych projektów unijnych powstałych w Rzeczypospolitej (koniec XVI-połowa XVII wieku), Olsztyn: Wydaw. Uniwersytetu Warmińsko-Mazurskiego 2001.
- (współautor: Włodzimierz Pilipowicz), Kazania i komentarze sakramentalno-liturgiczne z Trebnika św. Piotra Mohyły, Olsztyn: "Manuskrypt" 2003.
- Problematyka antropologiczna w pismach Piotra Mohyły, Olsztyn: Wydawnictwo Uniwersytetu Warmińsko-Mazurskiego 2005.
- Dziedzictwo polsko-ukraińskie = The Polish-Ukrainian heritage, red. Selim Chazbijewicz, Marek Melnyk, Krzysztof Szulborski, Olsztyn : Instytut Nauk Politycznych Uniwersytetu Warmińsko-Mazurskiego 2006.
- W cieniu akcji "Wisła": Ukraińcy we współczesnej Polsce, red. Marek Melnyk, Olsztyn: Instytut Nauk Politycznych Uniwersytetu Warmińsko-Mazurskiego 2008.
- (współautor: Michał Łesiów), O Ukrainie: prawie wszystko!?, Olsztyn: Katedra Aksjologicznych Podstaw Edukacji. Uniwersytet Warmińsko-Mazurski 2011.
- Preekumenizm i konfesjonalizm prawosławnych dążeń zjednoczeniowych w I Rzeczypospolitej (1590-1596), Olsztyn: Wydawnictwo Katedry Aksjologicznych Podstaw Edukacji UWM 2013.
- Przedmowy i dedykacje Piotra Mohyły, oprac. Marek Melnyk, Włodzimierz Pilipowicz, Olsztyn: Katedra Aksjologicznych Podstaw Edukacji. Uniwersytet Warmińsko-Mazurski w Olsztynie 2014.